# CQ DL
CQ DL jest magazynem dla entuzjastów krótkofalarstwa wydawanym przez Niemiecki Klub Krótkofalowców – DARC dla swoich członków.
Nazwa powstała z połączenia skrótu radiowego CQ i prefiksu DL (używanego przez stacje niemieckie), i oznacza „wywołanie ogólne dla stacji niemieckich”.
Miesięcznik redagowany jest przez stosunkowo niewielką liczbę autorów i wydawany jest jako bonus za członkostwo w klubie.
Periodyk ten zawiera wszystkie wiadomości dotyczące środowiska radioamatorów i krótkofalowców: konstrukcje radiowe, dane propagacyjne, artykuły dotyczące DX-owania, pracy QRP, Packet Radio, polityki krótkofalarskiej, aktualnych rozporządzeń i wiele innych oraz prywatne i komercjalne reklamy.
Mimo swojej przejrzystości i funkcjonalności nie może równać się z profesjonalnym magazynem krótkofalarskim Funkamateur.